# Летять журавлі
«Летять журавлі» (рос. «Летят журавли») — російський радянський художній фільм, військова драма 1957 року, поставлена режисером Михайлом Калатозовим за мотивами п'єси Віктора Розова «Вічно живі». Фільм здобув Золоту пальмову гілку 11-го Каннського кінофестивалю 1958 року, ставши другим радянським фільмом, що отримав найвищу нагороду цього фестивалю після стрічки «Великий перелом» (1946).

## Сюжет
Війна розлучила двох закоханих, Вероніку і Бориса. Він пішов на фронт добровольцем. Під час бомбардування гинуть батьки Вероніки, і вона на запрошення батька Бориса йде жити до його родини. Від Бориса давно немає ніяких звісток. Зломлена нещастями, що випали на її долю, дівчина поступається домаганням брата Бориса, Марка, і виходить за нього заміж.
Трагічно, від випадкової кулі гине на фронті Борис. Його родина і Вероніка не знають про його смерть. Батько Бориса, Федір Іванович, сестра Ірина і Вероніка працюють в госпіталі в евакуації на Уралі. Вероніка бачить страждання людей, бачить, як вірність близьких допомагає їм переносити суворі випробування війни і як зрада викликає біль і ненависть. Молода жінка починає розуміти, яку вона вчинила помилку. Вона дізнається, що Марк, маючи авторитет Федора Івановича, його чесне ім'я, дістав собі броню, що звільняє його від служби в армії. Вероніка пориває з ним. Вона з надією і страхом чекає повернення Бориса, наполегливо не вірить повідомленню про його загибель.
Закінчилася війна. Усі навкруги тріумфують. Вероніка йде на вокзал, сподіваючись серед солдатів, що повертаються з фронту, зустріти Бориса. Тут від його друга вона дізнається про загибель коханої людини і роздає квіти, призначені Борису, тим, хто повернувся з перемогою.

## В ролях

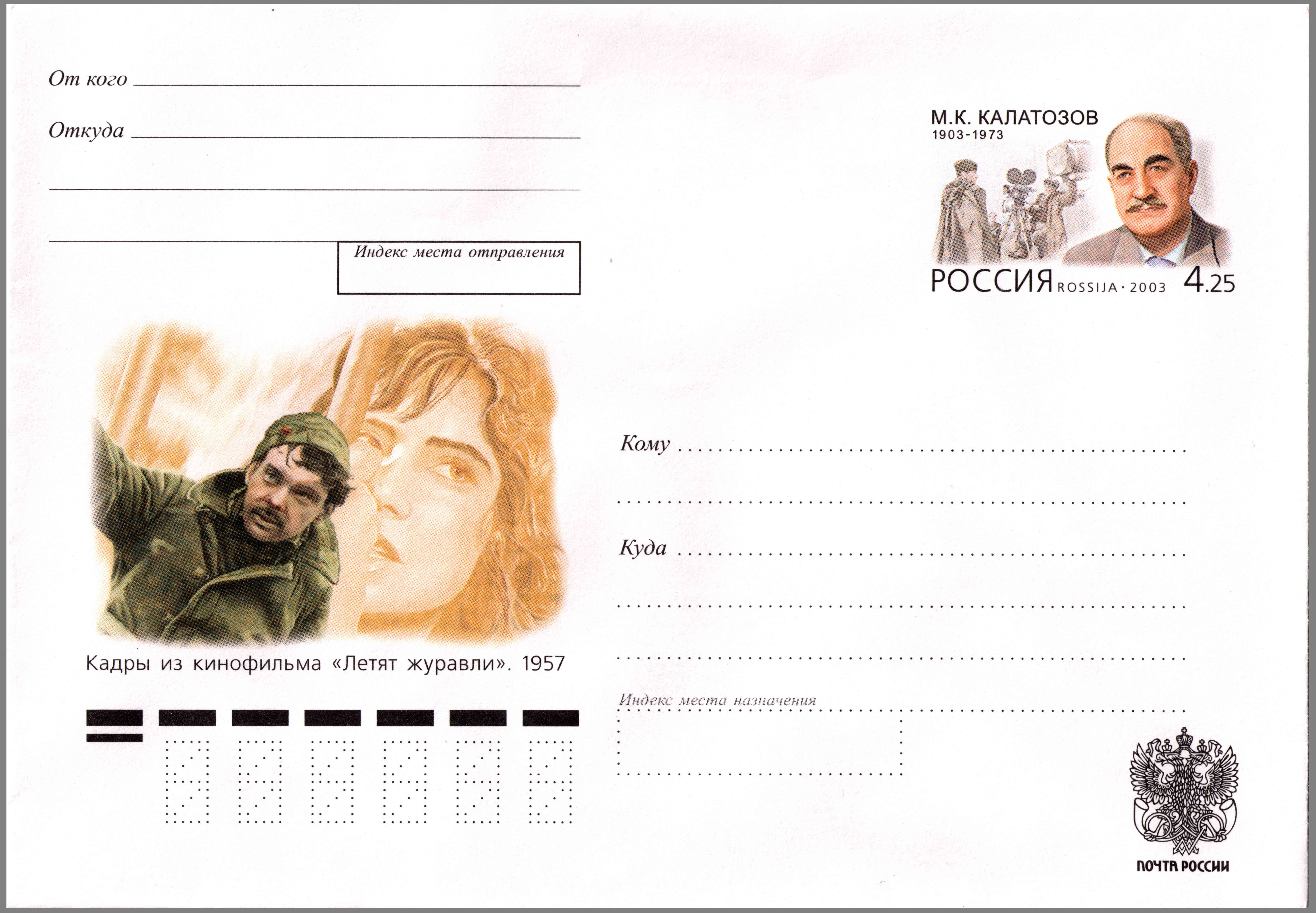
Поштовий конверт з кадрами з фільму «Летять журавлі»: Олексій Баталов в ролі Бориса, Тетяна Самойлова в ролі Вероніки. Росія, 2003 р.

| Тетяна Самойлова      | ···· | Вероніка                         |
| Олексій Баталов       | ···· | Борис                            |
| Олександр Шворін      | ···· | Марк                             |
| Василь Меркур'єв      | ···· | Федір Іванович                   |
| Антоніна Богданова    | ···· | бабуся Бориса і Ірини            |
| Валентин Зубков       | ···· | Степан                           |
| Валентина Ананьїна    | ···· | співробітниця Бориса             |
| Валентина Владимирова | ···· | солдатка                         |
| Майя Булгакова        | ···· | солдатка на пероні               |
| Леонід Князєв         | ···· | Сачков, товариш по службі Бориса |
| Борис Коковкін        | ···· | Чернов                           |
| Катерина Купріянова   | ···· | Ганна Михайлівна Ковальова       |
| Костянтин Нікітін     | ···· | Володя                           |
| Микола Сморчков       | ···· | Захаров, поранений               |
| Світлана Харитонова   | ···· | Ірина Бороздіна                  |
| Данило Нетребін       | ···· | поранений                        |
| Георгій Куликов       | ···· | інженер із заводу                |
| Євген Кудряшов        | ···· | гість на вечірці                 |
| Ганна Заржицька       | ···· | рижанка                          |

## Зйомки і прокат
- Для зйомок сцени загибелі Бориса Сергій Урусевський придумав і вперше сконструював кругові операторські рейки. Образотворче рішення фільму, що стало класикою операторського мистецтва, побудоване на зйомці в русі і використанні надширококутного об'єктиву з фокусною відстанню 18 мм[4].
- Микита Хрущов після перегляду фільму гнівно його розкритикував, назвавши головну героїню «шлюхою»[5].
- Під час зйомок стрічки Тетяна Самойлова хворіла на туберкульоз[6]

Перегляди
- СРСР: 28,3 млн глядачів (10-е місце у прокаті 1957)[7]
- Франція : понад 5,4 млн[8]
- НДР : понад 2,8 млн (5-е місце у прокаті 1958)[9], з них 347 986 глядачів у Східному Берліні[10]
- Польща : 3 млн до 1960 р.[11] и 3,5 млн до 1967 г.[12]
- Чехословаччина : понад 1,6 млн до 1970 р.[13].

## Визнання
| Нагороди та номінації фільму «Летять журавлі» | Нагороди та номінації фільму «Летять журавлі» | Нагороди та номінації фільму «Летять журавлі» | Нагороди та номінації фільму «Летять журавлі» | Нагороди та номінації фільму «Летять журавлі» | Нагороди та номінації фільму «Летять журавлі» |
| Рік                                           | Кінофестиваль/кінопремія                      | Категорія/нагорода                            | Номінант                                      | Результат                                     |                                               |
| --------------------------------------------- | --------------------------------------------- | --------------------------------------------- | --------------------------------------------- | --------------------------------------------- | --------------------------------------------- |
| 1958                                          | 11-й Каннський кінофестиваль                  | Золота пальмова гілка                         | Летять журавлі                                | Перемога                                      |                                               |
| 1958                                          | 11-й Каннський кінофестиваль                  | Особлива згадка                               | Тетяна Самойлова                              | Перемога                                      |                                               |
| 1958                                          | Премія «Юссі»                                 | Найкращий іноземна акторка                    | Тетяна Самойлова                              | Перемога                                      |                                               |
| 1958                                          | 1-й Всесоюзний кінофестиваль в Москві         | Особливий приз                                | Летять журавлі                                | Перемога                                      |                                               |
| 1959                                          | Премія BAFTA                                  | Найкращий фільм з будь-якої країни            | Летять журавлі                                | Номінація                                     |                                               |
| 1959                                          | Премія BAFTA                                  | Найкращий іноземна акторка                    | Тетяна Самойлова                              | Номінація                                     |                                               |
| 1959                                          | Німецька асоціація кінокритиків               | Найкраща акторка                              | Тетяна Самойлова                              | Перемога                                      |                                               |